# Epinannolene curta
Epinannolene curta är en mångfotingart som beskrevs av Loomis 1941. Epinannolene curta ingår i släktet Epinannolene och familjen Epinannolenidae. Inga underarter finns listade i Catalogue of Life.